# Chordifex microcodon
Chordifex microcodon är en gräsväxtart som beskrevs av Barbara Gillian Briggs och Lawrence Alexander Sidney Johnson. Chordifex microcodon ingår i släktet Chordifex och familjen Restionaceae. Inga underarter finns listade i Catalogue of Life.